# Nocloa plagiata
Nocloa plagiata là một loài bướm đêm trong họ Noctuidae.